# Good Hope (Geòrgia)
Good Hope és una població dels Estats Units a l'estat de Geòrgia. Segons el cens del 2000 tenia 210 habitants.

## Demografia
Segons el cens del 2000, Good Hope tenia 210 habitants, 85 habitatges, i 66 famílies. La densitat de població era de 46,1 habitants/km².
Dels 85 habitatges en un 27,1% hi vivien nens de menys de 18 anys, en un 70,6% hi vivien parelles casades, en un 7,1% dones solteres, i en un 21,2% no eren unitats familiars. En el 17,6% dels habitatges hi vivien persones soles el 10,6% de les quals corresponia a persones de 65 anys o més que vivien soles. El nombre mitjà de persones vivint en cada habitatge era de 2,47 i el nombre mitjà de persones que vivien en cada família era de 2,78.
Per edats la població es repartia de la següent manera: un 17,6% tenia menys de 18 anys, un 7,1% entre 18 i 24, un 31,4% entre 25 i 44, un 28,1% de 45 a 60 i un 15,7% 65 anys o més.
L'edat mediana era de 41 anys. Per cada 100 dones de 18 o més anys hi havia 106 homes.
La renda mediana per habitatge era de 43.250 $ i la renda mediana per família de 56.250 $. Els homes tenien una renda mediana de 36.250 $ mentre que les dones 25.313 $. La renda per capita de la població era de 20.957 $. Entorn del 9,7% de les famílies i el 12,9% de la població estaven per davall del llindar de pobresa.

## Poblacions properes
El següent diagrama mostra les poblacions més properes.